# Context-sensitieve halfwaardetijd
Context-sensitieve halfwaardetijd is een begrip uit de farmacokinetiek. Het is de tijd die nodig is om de plasmaconcentratie van een geneesmiddel te laten halveren na het stopzetten van de toediening van het geneesmiddel; de context is de tijdsduur van een infuus dat een stabiele plasmaconcentratie onderhoudt.
Het concept van context-sensitieve halfwaardetijd wordt voornamelijk gebruikt om inzicht te hebben in de duur van uitwerking van intraveneuze anesthetica. Het geeft een klinisch nuttig inzicht in de toename van tijd die nodig is om een geneesmiddel te elimineren als functie van de infusieduur.
Wanneer een geneesmiddel met een multicompartimenteel farmacokinetisch model langs een continu intraveneus infuus wordt toegediend zal het initieel in het centraal compartiment zijn en van daaruit naar één of twee perifere compartimenten distribueren. Zodra het infuus wordt stopgezet blijft het geneesmiddel naar de perifere compartimenten bewegen tot een Gibbs-Donnan-evenwicht bereikt is. Op dat moment zal het geneesmiddel het plasma enkel nog verlaten door metabolisatieof excretie. Wanneer de plasmaconcentratie daalt, keert de concentratiegradiënt om en keert er geneesmiddel terug van de perifere compartimenten naar het plasma, zodat de plasmaconcentratie van het geneesmiddel behouden blijft en het farmacologisch effect verlengt. Als een infuus "steady state" bereikt heeft, is de context-sensitieve halfwaardetijd gelijk aan het terminale plasmahalfleven van het geneesmiddel. Als dat nog niet zo is, zal het korter zijn dan het terminale eliminatiehalfleven.
Remifentanil is een geneesmiddel met een relatief context-insensitieve halfwaardetijd, terwijl fentanyl en thiopentone voorbeelden zijn van geneesmiddelen met significante context-sensitieve wijzigingen van hun halfwaardetijd.

## Definitie
De tijd die nodig is om de plasmaconcentratie van een geneesmiddel te laten verminderen tot 50% na het stopzetten van een continu infuus.

## Farmacokinetiek
De meeste geneesmiddelen in de anesthesie volgen een multicompartimenteel model. Een geneesmiddel kan een voorkeur hebben voor een bepaald lichaamscompartiment, wat ertoe leidt dat de meerderheid van het geneesmiddel uiteindelijk in dat compartiment zal belanden.
- Sterk polaire geneesmiddelen zullen maar weinig opstapelen in de lichaamsweefsels.
- Sterk lipofiele geneesmiddelen zullen grotendeels in weefsels opstapelen.

Bij intraveneuze toediening zal het geneesmiddel initieel distribueren naar het centraal compartiment (de bloedsomloop). Het geneesmiddel zal van hieruit herverdelen naar de perifere compartimenten. De beweging van één compartiment naar een ander is afhankelijk van passieve diffusie van een gebied met hoge naar een gebied met lage concentratie. Sterk lipofiele of vetoplosbare stoffen zullen snel uitwerken omdat ze snel door het vetweefsel worden opgenomen. Als ze echter in een continu infuus worden toegediend zal het perifere compartiment deze geneesmiddelen opstapelen.
De ongebonden stoffen in het plasma worden gemetaboliseerd. Bij het bereiken van een steady-state concentratie is de concentratie ongebonden geneesmiddel in het plasma gelijk aan ongebonden geneesmiddel in het perifere compartiment. Na stoppen van het infuus zal de plasmaconcentratie afnemen door metabolisatie van ongebonden geneesmiddel. Door passieve diffusie zal het geneesmiddel terug naar het centrale compartiment diffunderen van hoge naar lage concentratie.

## Toepassing
De simpelste manier om dit begrip uit te leggen is: “hoe langer een infuus gelopen heeft, hoe langer het duurt voor het geneesmiddel uitwerkt”. Alle geneesmiddelen hebben een maximale context-sensitieve halfwaardetijd die uit hun farmacokinetiek kan berekend worden.